# アナトリー・フリツェンコ
アナトリー・ステパノヴィチ・フリツェンコ（ウクライナ語: Анатолій Степанович Гриценко、英語: Anatoliy Stepanovych Hrytsenko、1957年10月25日 - ）は、ウクライナの政治家。第8代国防大臣を務めた。

## 経歴

### 教育
チェルカースィ州出身。Kyiv Higher Military Aviation Engineering Schoolを1979年6月23日に卒業。Kyiv Higher Military Aviation Engineering Schoolで1984年12月10日に博士候補を授与。アメリカ国防総省語学学校を1993年に卒業。1994年6月6日、U.S. Air War Collegeのプログラムを卒業。1995年10月30日、ウクライナ軍のアカデミーを卒業。そのほか、ウクライナ、ベルギー、オランダ、米国、ドイツ、スイスで100以上の論文を発表している。

### ウクライナ陸軍での経歴
フリツェンコはウクライナ軍に25年間勤務し、戦闘部隊や国防大学教授、ウクライナ国防省の職員として活躍した。フリツェンコの最終階級は大佐であった。

### 政治経歴
フリツェンコは2005年2月に第1次ティモシェンコ内閣で国防大臣に就任し、エハヌロフ政権でも留任した。2006年8月4日、彼はユシチェンコ大統領の指名によりヴィクトル・ヤヌコーヴィチ政権でも国防大臣に再任された。
2007年ウクライナ最高議会選挙では、親ユーシチェンコ派の我々のウクライナ・人民自衛ブロックから出馬し、ウクライナ最高議会代議士に選出された。
2010年1月、フリツェンコはCivil Positionの党首に就任した。フリツェンコは2010年のウクライナ大統領選挙で大統領候補となり、選挙では1.2%の票を獲得した。第2回投票では、両候補（ユリア・ティモシェンコとヴィクトル・ヤヌコーヴィチ）に反対票を投じるよう呼びかけた。Civil Positionは2010年ウクライナ地方選挙でテルノーピリ市議会で1議席を獲得した。2012年ウクライナ最高議会選挙でもフリテェンコは当選したが、その後派閥との意見の不一致により議員を辞任した。
フリツェンコは2014年ウクライナ大統領選挙に出馬したが落選した。5.48%の票を獲得し、4位であった。
以降、2014年ウクライナ最高議会選挙や2019年ウクライナ最高議会選挙では、民主同盟から立候補したが議席を獲得できず、2019年ウクライナ大統領選挙にも出馬したが、第2回投票に進まず、第1回投票では6.91%の得票率で5位となった。